# Contea di Kronoberg
La contea di Kronoberg o Kronobergs län è una delle contee o län della Svezia situata nella parte meridionale del paese.
Confina con le contee di Skåne, Halland, Jönköping, Kalmar e Blekinge.

## Comuni
| Municipalità della contea | - Alvesta - Lessebo - Ljungby - Markaryd - Tingsryd - Uppvidinge - Växjö - Älmhult |